# Luk (rejon zawjałowski)
Luk (ros. Люк) – wieś (sieło) w Rosji, w Udmurcji, w rejonie zawjałowskim. W 2010 liczyła 1169 mieszkańców.